# Янишевский, Михаил Эрастович
Михаил Эрастович Янише́вский  (14 декабря 1871 года — 4 декабря 1949 года) — советский геолог и палеонтолог, доктор геолого-минералогических наук, профессор ЛГУ. Заслуженный деятель науки РСФСР (1945).

## Биография
Родился 2 (14) декабря 1871 года в Казани в семье профессора Казанского университета и городского головы Казани Э. П. Янишевского.
Среднее образование получил в Пермской гимназии, где он окончил курс в 1889 году. В том же году поступил в Казанский университет на естественный разряд физико-математического факультета, окончив здесь курс в 1893 году. При прохождении университетского курса написал работу на тему: «Описание кристаллов топаза и берилла, хранящихся в минералогическом кабинете Казанского университета», за которую получил золотую медаль.
После отбывания воинской повинности, в 1895 году был оставлен при Казанском университете для приготовления к профессорскому званию по кафедре геологии и минералогии. В 1897 году назначен сверхштатным хранителем геологического кабинета Казанского университета, а в 1899 году штатным хранителем того же кабинета. 4 декабря 1899 года по прочтении двух пробных лекций, зачислен в приват-доценты Казанского университета, где в 1900 году защитил свою работу «Фауна каменноугольного известняка, выступающего по р. Шартымке на восточном склоне Урала» в качестве диссертации на ученую степень магистра.
В 1902 году был приглашен В. А. Обручевым для создания кафедры палеонтологии в Томском технологическом институте. В 1910 году защитил докторскую диссертацию «Нижне-каменноугольный известняк около поселка Хабарное Орского уезда, Оренбургской губернии» в Казанском университете.
В 1911 году он вместе с рядом профессоров был уволен из Томского технологического института за вольнодумство и осуждение деятельности правительства.
Возобновляет педагогическую деятельность только к 1915 году, читая лекции по геологии на курсах Лесгафта. С 1916 года профессор Петроградских высших женских курсов, которые были переданы в подчинение Петроградскому университету в 1919 году, и в котором он проработал до 1949 года.
В 1916 году был одним из основателей Русского палеонтологического общества и членом Совета этой организации.
В 1919 году на базе бывшего кабинета-музея организовал кафедру палеонтологии Петроградского (Ленинградского) университета, которую возглавлял в течение 30 лет.
Скончался 4 декабря 1949 года. Похоронен в Ленинграде на Шуваловском кладбище.

## Награды и звания
- 1904 — орден Святой Анны III степени
- 1945 — орден Трудового Красного Знамени (25 марта)
- 1945 — заслуженный деятель науки РСФСР